# Hudson (logiciel)
Pour les articles homonymes, voir Hudson.
Hudson est un framework d'Intégration continue développé en langage Java par Kohsuke Kawaguchi chez Sun Microsystems, puis cédé par Oracle Corporation en 2011 au profit de la fondation Eclipse.